# Canale-di-Verde
Canale-di-Verde es una comuna y población de Francia, en la región de Córcega, departamento de Alta Córcega.
Su población en el censo de 2008 era de 334 habitantes.

## Demografía
| 215 | 215 | 330 | 356 | 275 | 335 |
| Para los censos de 1962 a 1999 la población legal corresponde a la población sin duplicidades (Fuente: INSEE [Consultar]) |     |     |     |     |     |